# Ischnocnema paranaensis
Ischnocnema paranaensis är en groddjursart som först beskrevs av Jose Langone och Segalla 1996.  Ischnocnema paranaensis ingår i släktet Ischnocnema och familjen Brachycephalidae. IUCN kategoriserar arten globalt som otillräckligt studerad. Inga underarter finns listade i Catalogue of Life.